# Éprave
Éprave is een plaats en deelgemeente van de Belgische gemeente Rochefort. Éprave ligt in de provincie Namen. Éprave was een autonome gemeente tot de fusie van Belgische gemeenten in 1977.
Het dorp is gelegen nabij de rivier de Lomme op de Mauleinrots waar de Grotte d'Eprave zich bevindt. Bij de opening van de grot, halverwege een rotsachtige massief bevinden zich resten van een oppidum, een toevluchtsoord van Gallo-Romeinse stammen. Op de vlakte bevinden zich twee Merovingische begraafplaatsen, "devant le Mont" en "Rouge Croix", waar 800 graven uit de 5de en 8ste eeuw werden opgegraven.
In het centrum van het dorp, nabij de kerk staat een oude watermolen waar in de bijhorende brouwerij van 1933 tot het begin van de Tweede Wereldoorlog het bier Royale de la Lesse gebrouwen werd. In 2010 werd de molen terug maalvaardig gemaakt. Sinds 2011 bevindt er zich in het dorp terug een brouwerij, de Brasserie de la Lesse.

## Demografische ontwikkeling
- Bronnen:NIS, Opm:1831 tot en met 1970=volkstellingen

## Fotogalerij

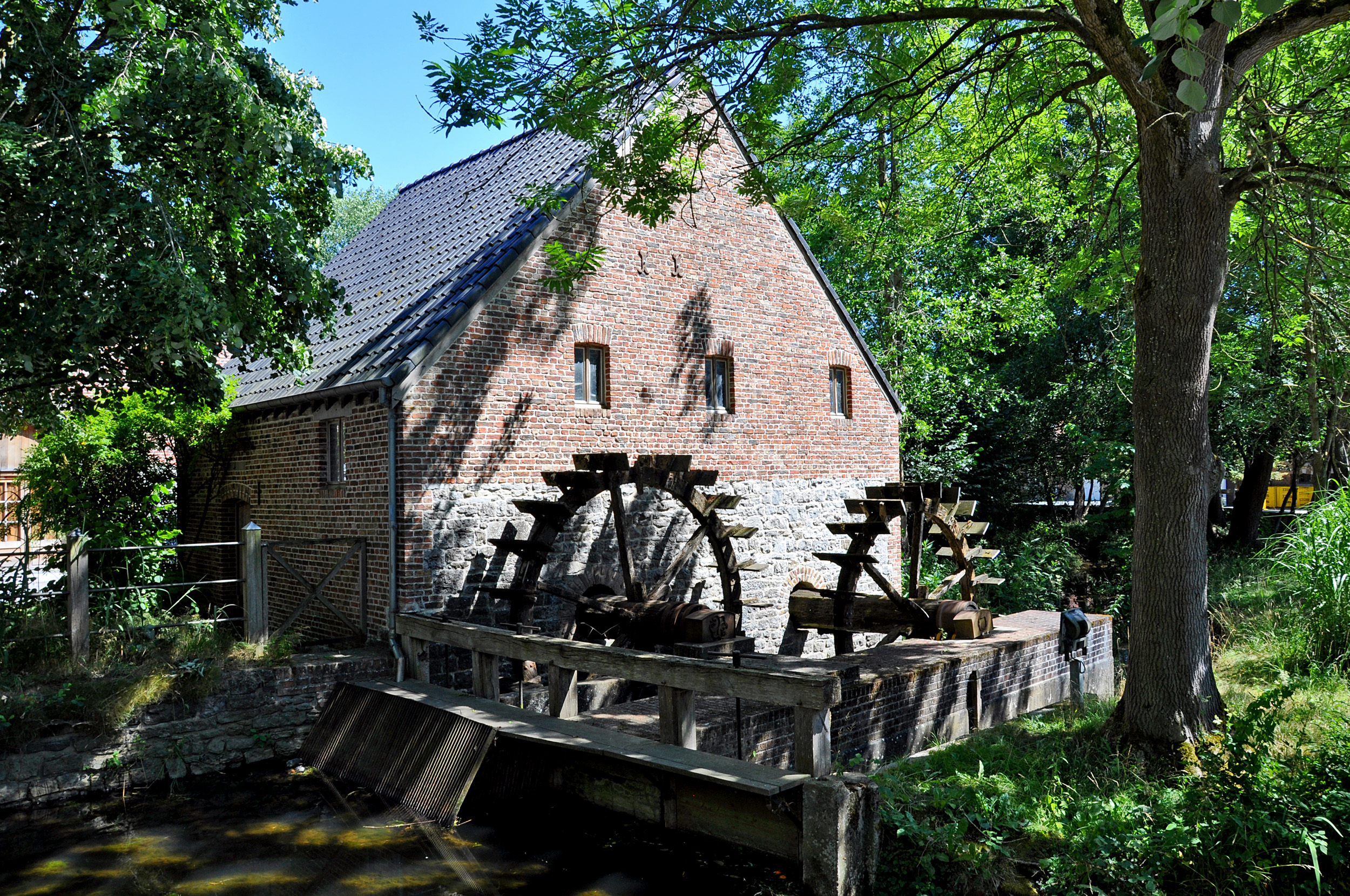
Vieux Moulin d'Éprave
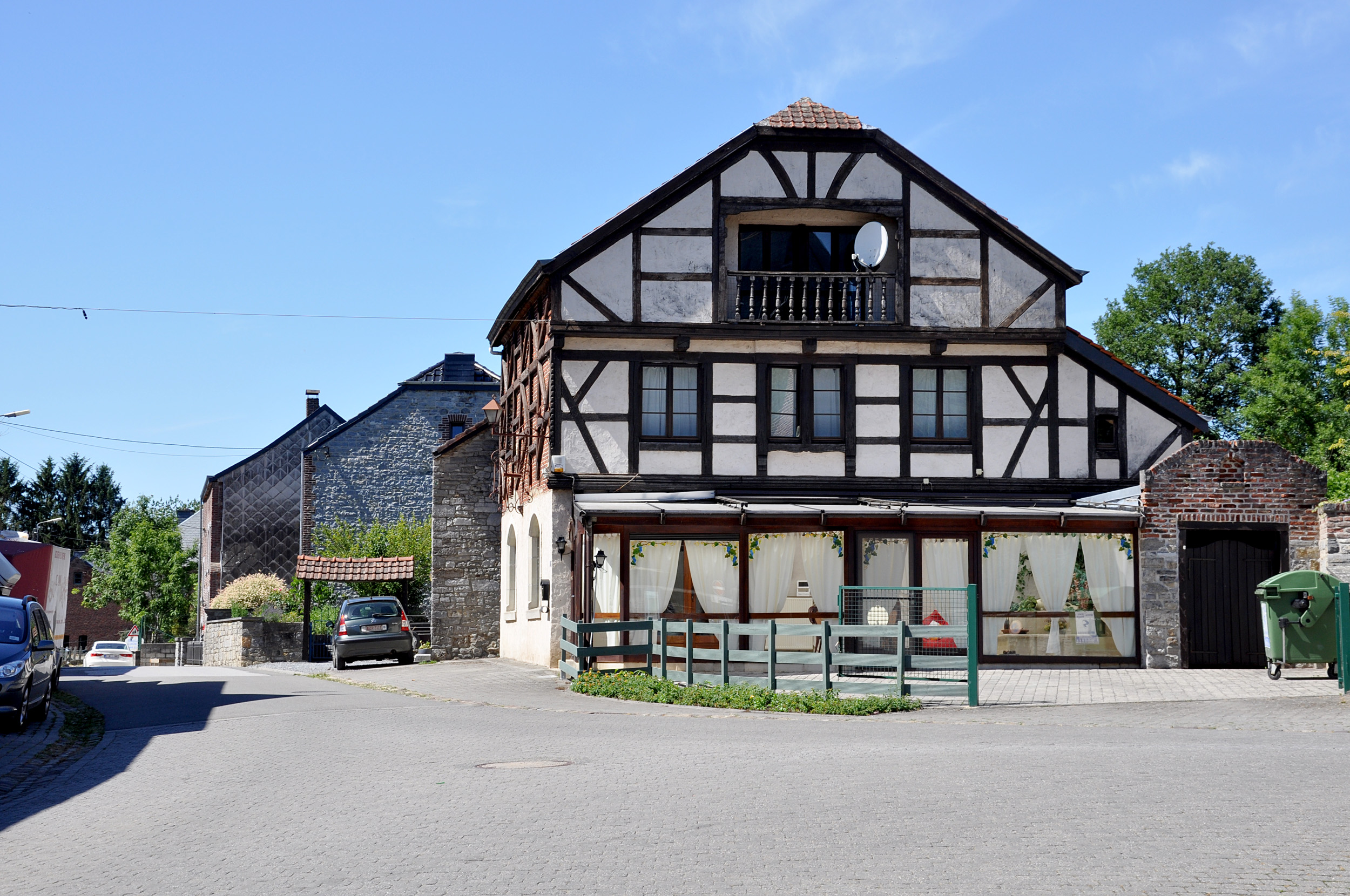
Dorpscentrum
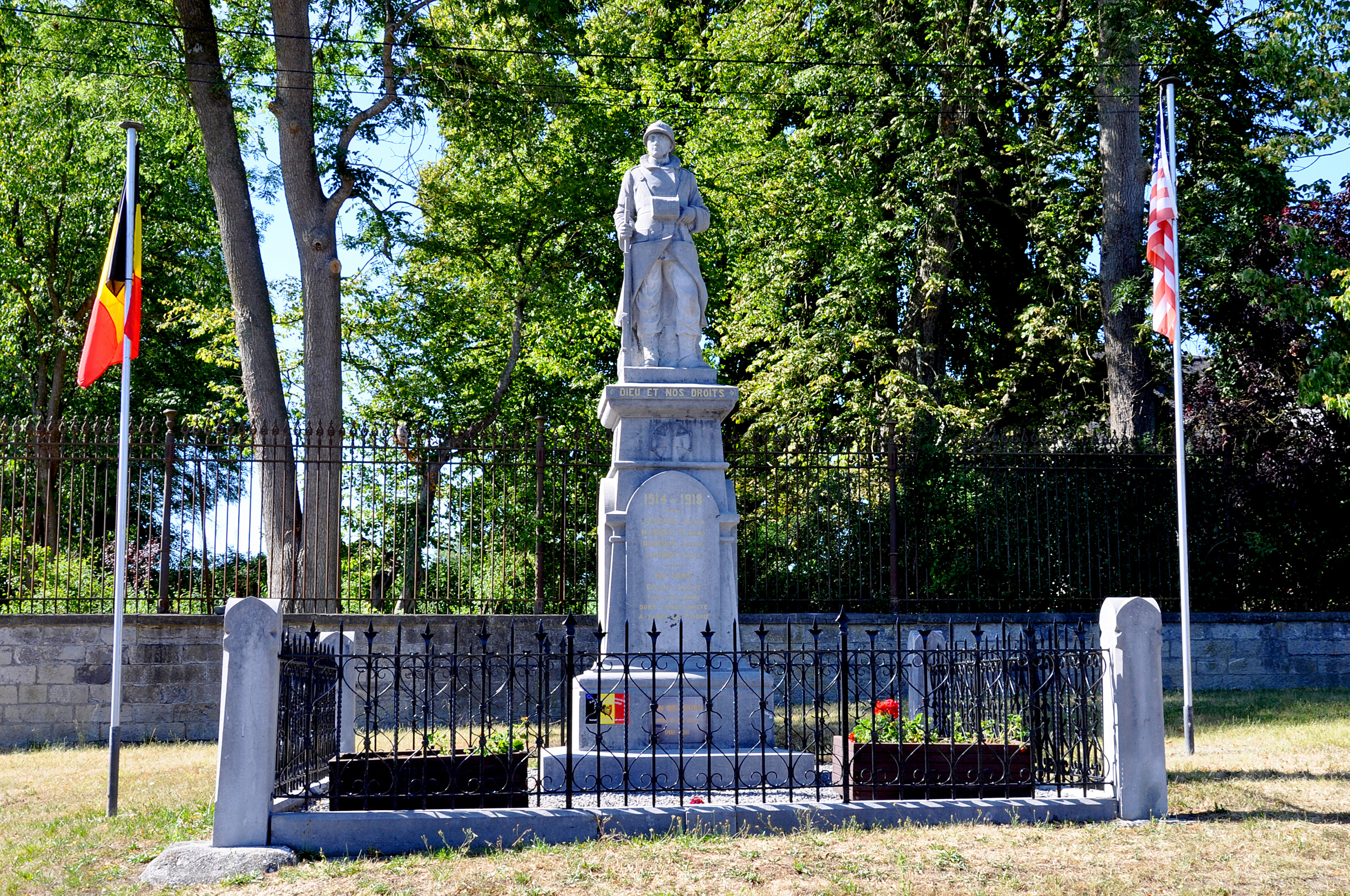
Oorlogsmonument WOI

Deelgemeenten: Ave-et-Auffe · Buissonville · Éprave · Han-sur-Lesse · Jemelle · Lavaux-Sainte-Anne · Lessive · Mont-Gauthier · Rochefort · Villers-sur-Lesse · Wavreille

Overige dorpen en gehuchten: Auffe · Ave · Belvaux · Briquemont · Forzée · Frandeux · Génimont · Hamerenne · Havrenne · Jamblinne · Laloux · Navaugle · Vignée

Belgische gemeenten · arrondissement Dinant · provincie Namen · Wallonië